# Třetí vláda Wincentyho Witose
Třetí vláda Wincentyho Witose  byla vládou Druhé Polské republiky pod vedením premiéra Wincentyho Witose. Kabinet byl jmenován 10. května 1926 prezidentem Stanisławem Wojciechowským po demisi předchozí Skrzyńského vlády. Kabinet podal demisi již čtyři dny po svém jmenování 14. května 1926 v důsledku květnového převratu, který zahájil dva dny po jmenování vlády maršál Józef Piłsudski.
Utvoření vlády se setkalo s kritikou od levicové opozice. Polská socialistická strana mluvila o "krvavé vládě Chjeno-Piastu" (Chjena bylo posměšné označení volební koalice Křesťanského svazu národní jednoty, jež se vedle PSL Piast podílela na vládě) a "fašismu před branami". Právě vznik třetí Witosovy vlády se stal bezprostřední příčinou květnového převratu.

## Složení vlády
| Portfej                                    | Ministr / člen vlády                     | Strana    | Nástup do úřadu | Odchod z úřadu  |
| ------------------------------------------ | ---------------------------------------- | --------- | --------------- | --------------- |
| Předseda vlády                             | Wincenty Witos                           | PSL Piast | 10. května 1926 | 14. května 1926 |
| Ministr vnitra                             | Stefan Smólski                           | PSChD     | 10. května 1926 | 14. května 1926 |
| Ministr zahraničí                          | Kajetan Dzierżykraj-Morawski (úřadující) | nestraník | 10. května 1926 | 14. května 1926 |
| Ministr vojenství                          | Juliusz Tarnawa-Malczewski               | nestraník | 10. května 1926 | 14. května 1926 |
| Ministr spravedlnosti                      | Stefan Piechocki                         | PSChD     | 10. května 1926 | 14. května 1926 |
| Ministr náboženství a veřejného vzdělávání | Stanisław Grabski                        | ZLN       | 10. května 1926 | 14. května 1926 |
| Ministr pokladu                            | Jerzy Zdziechowski                       | ZLN       | 10. května 1926 | 14. května 1926 |
| Ministr průmyslu a obchodu                 | Stanisław Osiecki                        | PSL Piast | 10. května 1926 | 14. května 1926 |
| Ministr zemědělství                        | Władysław Kiernik                        | PSL Piast | 10. května 1926 | 14. května 1926 |
| Ministr zemědělských reforem               | Józef Radwan                             | nestraník | 10. května 1926 | 14. května 1926 |
| Ministr železnic                           | Adam Chądzyński                          | NPR       | 10. května 1926 | 14. května 1926 |
| Ministr veřejných prací                    | Mieczysław Rybczyński (úřadující)        | nestranik | 10. května 1926 | 14. května 1926 |
| Ministr práce a sociální péče              | Jan Stanisław Jankowski (úřadující)      | NPR       | 10. května 1926 | 14. května 1926 |